# Indexed Database API
Indexed Database API (Indexed DB, インデックス データベース API）とは、W3Cにより仕様策定が行われている、値とオブジェクトをローカルデータベースに保持するウェブブラウザの標準インターフェース。Indexed DB は元々2009年にオラクルが提案した。
同じくクライアントサイドに保存する技術として ウェブストレージがあるが、ウェブストレージは単純なキー・バリュー型であるのに対して、Indexed DB ではインデックスをはったり、トランザクション処理もできる。
Indexed DB はブックマークなどウェブブラウザが機能を実装するために使うこともできるし、Eメールクライアントなどウェブアプリケーションにも使える。

## 実装
Indexed DB は Internet Explorer 10、Mozilla Firefox 4、Google Chrome 11 で部分的に実装されている。Opera は、ChromiumベースになったOpera 15の安定版が2013年7月にリリースされた結果、Indexed DB が実装された。Appleは2014年6月2日、iOS 8.0(同年9月17日リリース) とOS X 10.10 Yosemite(同年10月17日リリース) の標準ブラウザであるSafari 8.0にIndexed DB が実装されることを発表した。2015年7月29日にリリースされたWindows 10の標準ブラウザであるMicrosoft Edgeには、Internet Explorer 10のIndexed DB 機能を改善したものが実装された。
また、オープンソースの参照実装がテストや実験のために存在する。
Safari 3.1、Google Chrome 4、Opera 10.50 は Web SQL Database という SQLite をベースにした別の類似のクライアントサイドのデータベースも実装している。2010年11月18日、W3C は Web SQL Database は廃止仕様とした。Firefox の開発者は Firefox で Web SQL Database を実装していないのは意図的であり、問題のある仕様（仕様が SQLite に基づいていて中立性に欠ける）であるため、他の仕様（つまり Indexed DB）が必要であると公言している。